# Melanie Jaeger
Melanie Jaeger (née le 16 juin 1981 en Grande Canarie) est une chanteuse allemande.

## Biographie
Melanie Jaeger vient d'une famille de musiciens. Pendant dix ans, elle chante dans un groupe de reprises. Elle commence une carrière solo en 2010 et s'intéresse rapidement au schlager et à la pop latino et commence à sortir des singles chez S&W Music Group.
Son premier single Starke Liebe paraît en décembre 2010. En juin 2011 sort son premier clip LUNA, suivi en juillet par le single. L'année suivante, le clip de Baila, Baila est diffusé en mai et le single le mois suivant en même temps que son premier album Es gibt nichts, was mich hält. Baila, Baila est repris dans la compilation Bierkönig Pistenhits du label ZYX Music.
Jaeger apparaît notamment sur les chaînes de télévision Gute Laune TV et Goldstar TV. Sur Deutsches Musik Fernsehen, on la voit dans les émissions Wenn die Musi kommt, Andy´s Musikparadies et STARTREFF unterwegs.
À la radio, ses chansons sont diffusées par ORF, hr4, SR 3 Saarlandwelle, SWR4, Bayern 1, Bayern plus, MDR 1 Radio Sachsen, Radio Paloma ou Radio VHR.
Melanie Jaeger remporte en 2011 le Schlagermove-Song-Contest. Elle s'est produite dans des concerts en compagnie de Mario & Christoph (anciens membres d'Alpentrio Tirol), Sigrid & Marina ou Udo Wenders.

## Discographie
Album
- 2012 : Es gibt nichts, was mich hält

Singles
- 2010 : Starke Liebe
- 2011 : Luna
- 2012 : Baila, Baila
- 2012 : Schattenmeer

## Source de la traduction
- (de) Cet article est partiellement ou en totalité issu de l’article de Wikipédia en allemand intitulé « Melanie Jaeger » (voir la liste des auteurs).